# Georges Pichard
Georges Pichard (17 de enero de 1920 - 7 de junio de 2003) fue un historietista francés, conocido por sus voluptuosas mujeres.

## Biografía
Nacido en Paris, Georges Pichard estudió en la École des Arts Appliques, y después de la Segunda Guerra Mundial trabajó como ilustrador en publicidad antes de publicar su primera serie de historietas en La Semaine de Suzette en 1956, presentando a una chica corrienta llamada Miss Mimi.
Al principio de los años 60 conoció a Jacques Lob, con el que colaboró en sus siguientes series, Ténébrax y Submerman. La folletinesca Ténébrax apareció por primera vez en la revista franco-belga de corta vida Chouchou, y pasó luego a la revista italiana Linus. Por su parte, Submerman, una serie fantástica con toques humorísticos, se publicó en 1967 en Pilote. 
Habiendo colaborado con Danie Dubos en la más atrevida Lolly-strip, la cual fue serializada en Le Rire en 1966, Pichard y Lob empezaron a trabajar en historietas eróticas como Blanche Épiphanie (V Magazine, 1968). Hubo una reacción pública significativa ante este personaje que se escapaba de los límites morales de su época y hasta emulaba a Jane Fonda yendo a Vietnam. Al mismo tiempo, Pichard desarrollaba su estilo de mujeres altas y bien dotadas con ojos excesivamente maquillados que les daban una apariencia gótica.
Pichard continuó esta línea al crear con Georges Wolinski la polémica serie Paulette para Charlie Mensuel en 1970, que pronto se convirtió en un objetivo de políticos de derecha como Jean Royer y Michel Debre, y con Danie Dubos, Caroline Choléra para L'Écho des savanes en 1975. Tras la publicación de Marie-Gabrielle de Saint-Eutrope en 1977, la venta de las obras explícitamente eróticas de Pichard empezó a ser prohibida en librerías y kioscos.
Menos problemas tuvo con sus colaboraciones con el escritor de ciencia ficción Jean-Pierre Andrevon, La Reserve y Édouard de 1974 y Ceux–là de 1977, publicadas en Charlie Mensuel.
Hacia el final de su vida, Pichard adaptó relatos eróticos clásicos como Les Exploits d'un jeune Don Juan de Guillaume Apollinaire, The Kama-Sutra de Vatsyayana, Trois filles de leur mère de Pierre Louÿs, La Religieuse de Denis Diderot y Germinal de Emile Zola.

## Obra
| Título                                 | Año  | Vol. | Editor                   | Escritor                    |
| -------------------------------------- | ---- | ---- | ------------------------ | --------------------------- |
| Ténébrax                               | 1963 |      | Serg                     | Jacques Lob                 |
| Submerman                              | 1967 |      | Glénat                   | Jacques Lob                 |
| Lolly-strip                            | 1972 |      | Losfeld                  | Danie Dubos                 |
| Blanche Epiphanie                      | 1972 | 6    | Serg/Dargaud             | Jacques Lob                 |
| Paulette                               | 1971 | 7    | Le Square/Dargaud        | Georges Wolinski            |
| Ulysse                                 | 1974 | 2    | Dargaud                  | Jacques Lob                 |
| James du Tiers Bond -Ah! ça ira Sahara | 1975 |      | ABC                      | Françoise Prévost           |
| Caroline Choléra                       | 1975 | 3    | Editions du Fromage      | Danie Dubos                 |
| Marie-Gabrielle de Saint-Eutrope       | 1977 | 2    | Glénat                   |                             |
| Édouard + La Réserve                   | 1978 |      | Le Square                | Jean-Pierre Andrevon        |
| L'usine                                | 1979 | 2    | Glénat                   |                             |
| Ceux–là                                | 1980 |      | Le Square                | Jean-Pierre Andrevon        |
| Les manufacturées                      | 1980 | 2    | Le Square                | Faraldo                     |
| Carmen                                 | 1981 |      | Albin Michel             | Prosper Mérimée             |
| Bornéo Jo                              | 1983 | 2    | Albin Michel             | Danie Dubos                 |
| La Comtesse rouge                      | 1985 |      | Editions Dominique Leroy | Leopold von Sacher-Masoch   |
| Les Sorcières de Thessalie             | 1985 | 2    | Glénat                   | Apuleyo                     |
| La fleur de lotus                      | 1987 |      | Albin Michel             | adaptación del Jin Ping Mei |
| Marlène et Jupiter                     | 1988 |      | Yes Company              |                             |
| Madoline                               | 1990 | 2    | CAP                      |                             |
| Les Exploits d'un Don Juan             | 1991 |      | Albin Michel             | Guillaume Apollinaire       |
| Le Kama Soutra                         | 1991 |      | Curiosa                  | Vatsyayana                  |
| Trois filles de leur mère              | 1992 |      | Curiosa                  | Pierre Louÿs                |
| La voie du repentir                    | 1992 |      | CAP                      |                             |
| La religieuse                          | 1992 |      | Création Art Presse      | Denis Diderot               |
| Germinal                               | 1992 |      | Magic Strip              | Émile Zola                  |